# LifeStyle TV
LifeStyle TV fue un canal de televisión por suscripción de estilo de vida pensado para el segmento de audiencia masculina y femenina de América Latina, lanzado en 2007 por Claxson Interactive Group bajo el sello Playboy TV.

## Historia
El canal fue presentado en Canicet 2007 en abril y lanzado en septiembre de ese mismo año. Fue la primera señal no erótica y de paquete básico de la marca Playboy TV, pensada no solo para su distribución tradicional en televisión paga, sino también para celulares, Internet y VOD.
LifeStyle TV presentó un adelanto de su programación con un microprograma de tres minutos que pudo verse el jueves 13 de septiembre de 2007 en simultáneo por los canales Space, I.Sat, Retro, Infinito, Fashion TV, MuchMusic y HTV.
Con respecto a su distribución, el canal ingresó primero a los cableoperadores de países de Centroamérica y el Caribe, Bolivia y Venezuela. En 2008 ingresó a algunos de los cableoperadores más importantes de Argentina y Brasil.
Los contenidos del canal también estaban disponibles para los usuarios de celulares, quienes podían suscribirse a tips de estilos de vida por SMS, descargar tonos, fotos y videoclips de las temáticas lifestyle del canal, así como ver la señal en la modalidad de Mobile TV. Complementariamente, contenidos exclusivos de la señal, formateados para Internet, podían verse en la página del canal y otros sitios web de vídeo en línea. Además, desde el sitio del canal se podían descargar episodios de los ciclos de la programación. Un acuerdo con DLA permitía acceder a la programación de Lifestyle TV bajo la modalidad de video por demanda (VOD).
La señal cesó sus emisiones el 1 de octubre de 2011 sin reemplazo.

## Programación
Fue el primer canal con programación enfocada en estilo de vida de Latinoamérica, sobre los placeres refinados del mundo pensada para la audiencia masculina y femenina latinoamericana, dividida en seis bloques temáticos sobre lo último en tecnología, aventura, viajes, espectáculos, moda, cocina gourmet y tendencias.
El canal emitió un porcentaje de programas adquiridos y programas de producción original bajo la marca LifeStyle TV y Playboy TV con temas vinculados a estilo de vida.